# Klovn - The Movie
Klovn - The Movie er en dansk komediefilm fra 2010. Den er instrueret af Mikkel Nørgaard, mens Casper Christensen og Frank Hvam har skrevet manuskriptet. Filmen er et spin-off af TV 2 Zulu-serien Klovn og har de samme medvirkende som serien. Med over 850.000 solgte biografbilletter i Danmark er det én af dansk films største succeser siden Krummerne (1991), Den eneste ene (1999) og Italiensk for begyndere (2000), og den er blandt bedst sælgende danske film nogensinde. Klovn - The Movie omsatte på verdensplan for 65 millioner kroner og ligger dermed på 2. pladsen over de 10 de mest indtjenende danske film.
Som tv-serien er filmens replikker improviseret ud fra en storyline. Filmen fungerer på pinligheder og kendis-satire.
Der blev produceret en efterfølger, Klovn Forever, som fik biografpremiere i Danmark den 17. september 2015.

## Produktion
Filmens budget var i alt på 14 millioner kroner. Det Danske Filminstitut støttede produktionen med 4,9 millioner kr.
Filmens kanoscener blev optaget på Gudenåen. Den følgende sommer oplevede kanoudlejere en øget interesse for at padle på åen med flere kanosejlere interesserede i locationspotting. Andre optagelser foregik under Smukfest hvor Frank Hvam-figuren blandt andet brød ind i en virkelig koncert med Thomas Helmig. (Webside ikke længere tilgængelig)

## Premiere
Klovn The Movie havde en række snigpremierer i Danmark i december og fik egentlig Danmarkspremiere i 101 biografer, torsdag den 16. december 2010.
Siden er den blevet vist på Island og i Norge.
I Nordamerika blev filmen først vist ved filmfestivaler.
Filmen fik således nordamerikansk premiere, da den i juli 2011 blev vist på Fantasia International Film Festival i Montreal.
Klovn – The Movie blev yderligere vist på festivalen Fantastic Fest 2011 i Austin, Texas.
Senere på efteråret blev filmen solgt til distribution i USA via Drafthouse Films,
hvor den fik premiere den 27. juli 2012.
Ydermere købte filmselskabet Warner Bros. option på filmen for genindspilning af en amerikansk udgave med Danny McBride i en af hovedrollerne.
Ved premieren i Finland i sommeren 2011 blev filmplakaten censureret efter at den original plakat havde fremkaldt mange forargede reaktioner.

## Modtagelse

### Anmeldelser
Filmen fik gode anmeldelser i danske medier med fire og fem stjerner.
Birgitte Grue og Iben Albinus Sabroe gav filmen fire stjerner ud af seks i henholdsvis B.T. og Berlingske Tidende.
Henrik Queitsch fra Ekstra Bladet gav filmen fem stjerner ud af seks og skrev at "det er ganske enkelt den sjoveste danske film, jeg har set i umindelige tider"
Blandt anmeldere, der gav filmen fem stjerner, var Nanna Frank Rasmussen på kpn.dk (Jyllandsposten)
og Erik Jensen fra Politiken.

### Billetsalg
167.091 danskere havde set filmen efter den første premiereweekend.
Den 28. december var filmen set af 322.299 danskere, og nåede inden slutningen af 2010 op på 481.000, hvilket gjorde den til den mest sete danske biograffilm i 2010.
Klovn blev den mest sete danske film i 10 år, da filmen havde solgt mere end 680.000 billetter frem til midten af januar.
Den 22. februar 2011 havde filmen solgt 848.500 biografbilletter
og var på niveau med de to store danske komediefilm ved årtusindskiftet Susanne Biers Den eneste ene (1999) og Lone Scherfigs Italiensk for begyndere (2000).

### Priser
Klovn – The Movie var nomineret til en Bodil i kategorien bedste danske film.
Den vandt dog ikke.
Ved Robertpris-uddelingen i februar 2011 vandt filmen publikumsprisen,
og ved Zulu Awards i 2011 vandt filmen en række priser: Både Frank Hvam og Casper Christensen var nomineret som Årets bedste skuespiller og Frank Hvam vandt. Desuden fik Marcuz Jess Petersen prisen som Årets danske mandlige birolle og Mikkel Nørgaard modtog prisen for Årets bedste danske film.
Ved Fantasia International Film Festival i Montreal i august 2011 tildelte festivaljuryen filmen Cheval Noir-prisen.
I 2011 blev filmen som komedie også belønnet ved Fantastic Fest. Under genrekategorien Gutbuster comedy feature vandt filmen priserne for bedste film og for bedste manuskript.

## Efterfølger
Den 14. marts 2013 blev det officielt bekræftet af Casper Christensen og Frank Hvam, at der kommer en Klovn - The Movie 2. Christensen udtalte til BT at, de pt. arbejder på et manuskript og: "Nu skal vi lige skrive færdig. Når det er gjort, så klarer vi finansieringen. Og begynder at se på, hvem der skal spille de forskellige roller. Efter vores projekt med at komme ud af Zentropa-samarbejdet er lykkedes, går vi i gang med at få den nye film finansieret. Det bliver os selv, der finansierer den i vores eget selskab. Men den skal skrives først."
Ifølge hjemmesiden Kino.dk vil Klovn 2 få biografpremiere den 17. september 2015.

## Medvirkende
- Frank Hvam
- Casper Christensen
- Marcuz Jess Petersen som Bo.
- Mia Lyhne som Mia Christensen.
- Iben Hjejle
- Lars Hjortshøj
- Tina Bilsbo
- Mads Lisby
- Anne Møen som Kathrine.
- Niels Weyde som Ole Christensen.
- Elsebeth Steentoft som Pykker Christensen.
- Roger Kormind som Fætter Andreas.
- Michael Carøe
- Dya Josefine Hauch som  Susan.
- Marie Mondrup som Ronja.

### Gæsteoptrædener
- Bent Fabricius-Bjerre
- Jørgen Leth
- Michael Meyerheim
- Ole Michelsen
- Mads Brügger
- Mikael Bertelsen
- Ib Michael
- Niels Helveg Petersen
- Medina
- Heino Skovgård
- Thomas Helmig
- Sune Rose Wagner